# Бабошкін (хутір)
Бабошкін (рос. Бабошкин) — хутір у Александрово-Гайському районі Саратовської області Російської Федерації.
Населення становить 39  осіб. Належить до муніципального утворення Александрово-Гайське муніципальне утворення.

## Історія
Населений пункт розташований у межах українського історичного та культурного регіону Жовтий Клин.
До 1934 року населений пункт був у складі Новоузенського району. З січня 1935 року у складі Александрово-Гайського району.
З 1960 по 1973 роки знову в складі Новоузенського району.
Згідно із законом N 90-ЗСО від 27 грудня 2004 року органом місцевого самоврядування є Александрово-Гайське муніципальне утворення.

## Населення
| 2000 | 2010 | 2018 |
| ---- | ---- | ---- |
| 49   | ↗81  | ↘39  |